# Övre dammen, Dalarna
Övre dammen är en sjö i Rättviks kommun i Dalarna och ingår i Dalälvens huvudavrinningsområde.